# 彩豔溝腳猿金花蟲
彩豔溝腳猿金花蟲（学名：Basilepta modesta）为金花蟲科溝腳猿金花蟲屬下的一个种。